# The Singles Collection Volume 1
The Singles Collection Volume 1 é uma coletânea da banda britânica de rock Queen, lançada em edição limitada em 2008. O disco contém vários singles do grupo lançados até 1978, juntamente com seus B-sides.